# Pseudobiosteres dorsomaculatus
Pseudobiosteres dorsomaculatus är en stekelart som beskrevs av Hedwig 1961. Pseudobiosteres dorsomaculatus ingår i släktet Pseudobiosteres och familjen bracksteklar. Inga underarter finns listade i Catalogue of Life.